# Rasa de la Font de la Rabassola
La Rasa de la Font de la Rabassola és un torrent afluent per l'esquerra de la Riera de Matamargó, al Solsonès.

## Municipis per on passa
Des del seu naixement, la Rasa de la Font de la Rabassola passa successivament pels següents termes municipals.
|                                        | Longitud (en m.) | % del recorregut |
| -------------------------------------- | ---------------- | ---------------- |
| Per l'interior del municipi de Cardona | 1.103            | 30,45%           |
| Per l'interior del municipi de Pinós   | 2.519            | 69,55%           |

## Xarxa hidrogràfica
La xarxa hidrogràfica de la Rasa de la Font de la Rabassola està constituïda per 8 cursos fluvials que sumen una longitud total de 6.339 m.

### Distribució municipal
El conjunt de la xarxa hidrogràfica de la Rasa de la Font de la Rabassola transcorre pels següents termes municipals: